# Лукьяненко, Владимир Матвеевич
Влади́мир Матве́евич Лукья́ненко (род. 18 октября 1937, Харьков, Украинская ССР, СССР) — советский украинский и российский государственный деятель, организатор промышленности, доктор технических наук, профессор (1997), министр химического и нефтяного машиностроения СССР (1986—1989). Кандидат в члены ЦК КПСС (1986—1990), член ЦК КПСС (1990—1991). Герой Социалистического Труда (1985). Герой Украины (2004, лишён звания в 2023).

## Биография
Родился 18 октября 1937 года в городе Харькове в семье служащего. Национальность — украинец.
В 1945 году поступил в среднюю школу. После её окончания в 1955 г. поступил в Харьковский политехнический институт
им. В. И. Ленина и окончил его в 1960 г. по специальности «Машины и аппараты химических производств» с присвоением квалификации инженера-механика.
С января 1961 г. начал работу на заводе. Работал помощником мастера, мастером, старшим мастером, заместителем начальника цеха, начальником цеха, главным инженером завода, с 1973 года директором, а с 1976 года по 1985 год — генеральным директором Сумского машиностроительного производственного объединения им. М. В. Фрунзе.
В 1962 году, работая старшим мастером, поступил в Украинский заочный политехнический институт на машиностроительный факультет. Окончил его в 1965 году по специальности «Технология машиностроения, металлорежущие станки и инструменты».
В мае 1973 года при Харьковском политехническом институте им. В. И. Ленина защитил диссертацию на соискание ученой степени кандидата технических наук по теме при кафедре «Машины и аппараты химического производства».
В октябре 1980 г. присуждена Государственная премия СССР в области науки и техники за создание и внедрение в г. Оренбург установок получения гелиевого концентрата из бедных гелиеносных газов производительностью 3 млрд кубометров в год по перерабатываемому газу.
С 1986 г. по 1989 г. — Министр СССР, Министерство химического и нефтяного машиностроения, депутат Верховного Совета СССР.
В связи с совершенствованием управления народным хозяйством на основании Закона СССР Министерство было ликвидировано и 1 ноября 1989 г. Лукьяненко В. М. был приглашен и выбран конференцией трудового коллектива генеральным директором Сумского машиностроительного научно-производственного объединения имени М. В. Фрунзе.
В 1994 году было создано акционерное общество «Сумское НПО им. М. В. Фрунзе», Председателем правления которого был избран
В. М. Лукьяненко.
С ноября 2007 г. Лукьяненко Владимир Матвеевич являлся Президентом ПАО.
В 1998 году Лукьяненко В. М. была присуждена государственная премия Украины.
В 2000 г. в Харьковском государственном политехническом университете успешно защитил диссертацию по теме «Динамическая прочность, надежность и оптимизация роторных машин нефтегазохимической промышленности», после чего ему была присвоена ученая степень — доктор технических наук.
Депутат Верховного Совета СССР (1986−1989).
Автор и соавтор около 90 печатных работ и книг: «Промышленные центрифуги» (1974), «Справочник. Центрифуги» (1980), «Совершенствуем механизм управления» (1982), «Совершенствуем формы и методы управления производством» (1984).
Имеет 8 авторских свидетельств.

### Образование
Учился в Харковском политехническом институте (1955—1960), инженер-механик по специальности «Машины и аппараты химического производства». Окончил Украинский заочный политехнический институт (1965), инженер-механик по специальности «Технология машиностроения, металлорежущее оборудование и инструменты».
- Кандидатская диссертация «Наблюдение эффекта поперечной неравномерности движения потоков на контактных приспособлениях и разработка конструкции дистилляционной колонны содового производства» (1973).
- Докторская диссертация «Динамическая прочность, надёжность и оптимизация роторных машин нефтегазохимической промышленности» (2000).

### Профессиональная карьера
Сумской машиностроительный завод им. М. В. Фрунзе:
- 01.1961—12.1963 — помощник мастера, мастер, старший майстер механического цеха № 3,
- 09.1963—12.1964 — заместитель начальника цеха № 7,
- 12.1964—04.1969 — заместитель начальника, начальник цеха № 6,
- 04.1969—11.1973 — главный инженер — заместитель директора,
- 11.1973—01.1976 — и. о. директора, директор завода.

- 01.1976—07.1985 — генеральный директор Сумского машиностроительного производственного объединения им. М. В. Фрунзе.
- 07−09.1985 — генеральный директор Сумского машиностроительного научно-производственного объединения (НПО) им. М. В. Фрунзе.
- 09.1985—01.1986 — генеральний директор Сумского машиностроительного НПО им. М. В. Фрунзе − директор Всесоюзного научно-исследовательского и конструкторско-технологического института компрессорного машиностроения.
- 01.1986—11.1989 — министр химического и нефтяного машиностроения СССР (до ликвидации Министерства).
- 11.1989—02.1994 — генеральный директор Сумского машиностроительного НПО им. М. В. Фрунзе.
- С 02.1994 — председатель правления − президент НПО им. М. В. Фрунзе.
- с 11.2007 — Президент ПАО «Сумское НПО им. М. В. Фрунзе»

- С 09.1998 — член Координационного совета по вопросам внутренней политики при Президенте Украины.
- С 06.2000 — член Комитета по Государственным премиям Украины в области науки и техники.
- С 05.2003 — председатель наблюдательного совета ОАО «Сумской завод насосного и энергетического машиностроения „Насосэнергомаш“».

## Награды и звания[1]
- Герой Украины с вручением Ордена Державы (26 февраля 2004 года) — за выдающиеся личные заслуги перед Украинским государством в развитии отечественного машиностроения, внедрение прогрессивных форм хозяйствования и освоения новых видов продукции, многолетнюю плодотворную деятельность[2].
- Герой Социалистического Труда (1985).
- Орден князя Ярослава Мудрого IV степени (18 октября 2012 года) — за выдающийся личный вклад в развитие отечественного машиностроения, внедрения современных технологий в производство, многолетний плодотворный труд[3][4].
- Орден князя Ярослава Мудрого V степени (16 октября 2007 года) — за значительный личный вклад в развитие отечественной машиностроительной промышленности, весомые трудовые достижения, многолетний самоотверженный труд и по случаю 70-летия со дня рождения[5].
- Орден «За заслуги» І степени (17 октября 1997 года) — за значительный личный вклад в формирование новых экономических основ общества, весомые профессиональные достижения[6].
- Орден «За заслуги» ІІ степени (19 августа 1997 года) — за выдающиеся достижения в труде, способствующих экономическому, научно-техническому и социально-культурному развитию Украины, и по случаю шестой годовщины независимости Украины[7].
- Орден «За заслуги» III степени (29 ноября 1996 года) — за заслуги в развитии машиностроения, значительный личный вклад в освоение выпуска новых видов конкурентоспособной машиностроительной продукции[8].
- Орден Дружбы (10 января 2003 года, Россия) — за большой вклад в развитие и укрепление российско-украинского экономического сотрудничества[9].
- Орден «Галкыныш» (Туркменистан)[10].
- Медаль «100-летие освобождения от османского ига» (НРБ, 1987).
- Два ордена Ленина (1981, 1985).
- Орден Октябрьской Революции (1976).
- Орден Трудового Красного Знамени (1971).
- Медаль «За доблестный труд. В ознаменование 100-летия со дня рождения В. И. Ленина» (1970).
- Лауреат Государственной премии СССР (1980).
- Почётная грамота правительства Российской Федерации (18 октября 2002 года) — за заслуги в деле укрепления российско-украинских отношений, многолетний плодотворный труд и в связи с 65-летием со дня рождения[11].
- Академик Академии технологической кибернетики Украины, член президиума академии.
- Академик Международной академии холода.
- Почётный профессор Харьковского государственного политехнического университета (1998).
- Почётный работник газовой промышленности (1996).
- Почётный работник Укргазпрома (1997).
- Почётный гражданин города Сумы (2002)[12].
- Орден УПЦ МП — Святого князя Владимира Великого (1997).
- Орден «Золотой Меркурий» (1997).